# ناو کلاس ژنرال
کروزر کلاس ژنرال (به انگلیسی: General-Admiral-class cruiser) یک کلاس از کشتی است که طول آن ۲۸۵ فوت ۱۰ اینچ (۸۷٫۱ متر) می‌باشد.